# 宋普選
宋普選（そう ふせん、1954年3月 - ）は中華人民共和国の軍人。2017年9月現在、中央軍委後勤保障部部長を務めている。階級は上将。中国共産党党員であり、第17期、19期党全国代表大会の代表となった。

## 略歴
1954年3月に山東省博興県に生まれる。1969年に人民解放軍に入隊後、主に済南軍区の管轄内で勤務した。済南軍区司令部作戦部作戦処の処長、第67集団軍第200師団の師団長、第54集団軍参謀長、済南軍区副参謀長などを歴任した。2002年には少将に昇格し、2006年からは第54集団軍の軍長を務めた。2008年に起きた汶川大地震では、率いる部隊は緊急災害派遣に参加した。2009年、南京軍区副司令員に就任した。2010年7月、中将に昇格した・2013年7月には国防大学校長に就任した。2014年12月、張仕波中将と交替し北京軍区司令員に就任した。2015年7月、上将に昇格した。2016年2月、北部戦区司令員に就任した。